# Macromya lucens
Macromya lucens är en tvåvingeart som beskrevs av Henry J. Reinhard 1968. Macromya lucens ingår i släktet Macromya och familjen parasitflugor.
Artens utbredningsområde är Ecuador. Inga underarter finns listade i Catalogue of Life.